# Horizon Therapeutics
Horizon Therapeutics Public Limited Company, tidigare Horizon Pharma, Inc., är ett irländskt-amerikanskt multinationellt företag inom bioteknik och läkemedel. Företaget specialiserar på att forska och utveckla läkemedel mot ovanliga och akuta inflammatoriska sjukdomar. Horizon har verksamheter i Brasilien, Irland, Italien, Japan, Kanada, Schweiz, Tyskland och USA.

## Historik
År 2004 tvingades det amerikanska läkemedelsbolaget Merck & Co. att dra tillbaka det smärtstillande läkemedlet Vioxx från marknaden efter det framkom vid klinisk prövning att läkemedlet förhöjde riskerna för hjärtinfarkter och stroke hos patienter som använde läkemedlet. Samma år blev läkemedelsbolaget Nitec Pharma AG namnändrat till Horizon Pharma AG medan året efter grundades ett annat företag med namnet Horizon Pharma USA. Syftet var att kombinera det smärtstillande läkemedlet Ibuprofen med ett annat läkemedel Famotidine, för att främst skydda mag- och tarmkanal mot magsår. Den 23 mars 2010 grundades ett företag med namnet Horizon Pharma, Inc. och de båda tidigare nämna Horizon-företagen fusionerade med det för att vara ett enda företag den 1 april. Det kombinerade läkemedlet fick namnet Duexis och blev år 2011 godkänt av det amerikanska federala myndigheten U.S. Food and Drug Administration (FDA) för att kunna användas av patienter. Den 28 juli 2011 blev företagets aktier listade på Nasdaq. År 2014 gjorde Horizon en omvänt förvärv av det irländska Vidara Therapeutics International för 587 miljoner amerikanska dollar i syfte att flytta sin registrering till Irland och få ta del av fördelaktiga skattelättnader. I maj 2019 bytte företaget namn till det nuvarande.
Den 12 december 2022 meddelade konkurrenten Amgen att man hade för avsikt att förvärva Horizon för 26,4 miljarder dollar. Den 16 maj 2023 offentliggjorde den amerikanska federala konkurrensmyndigheten Federal Trade Commission (FTC) att man hade stämt Amgen och Horizon i federal domstol för att förhindra att affären genomförs eftersom det skulle ge Amgen möjligheter till att pressa upp priserna på Horizons mest populära läkemedel.